# Piyanets Ridge
Piyanets Ridge (englisch; bulgarisch рид Пиянец rid Pijanez) ist ein in nord-südlicher Ausrichtung 5,6 km langer, 2,4 km breiter und 1000 m hoher Gebirgskamm in Form eines auf aufgerichteten Vs in den Havre Mountains im Norden der westantarktischen Alexander-I.-Insel vor der Westküste der Antarktischen Halbinsel. Er ragt 4,55 km nordöstlich der Landspitze, die durch den Hopkins Ridge gebildet wird, 3,77 km südöstlich des Gasej-Nunataks und 9,2 km nordwestlich des Mount Holt auf. Die Kolokita Cove liegt südwestlich von ihm.
Britische Wissenschaftler kartierten ihn 1971. Die bulgarische Kommission für Antarktische Geographische Namen benannte ihn 2017 nach der Region Pijanez im Westen Bulgariens.